# 그랜트 미첼

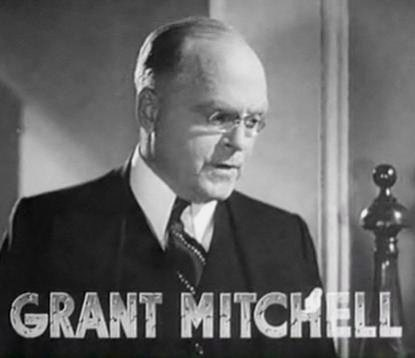

그랜트 미첼(Grant Mitchell, 1874년 6월 17일 ~ 1957년 5월 1일)은 미국의 배우, 연극 배우, 영화배우이다.
콜럼버스에서 태어났으며 로스앤젤레스에서 사망하였다. 사인은 뇌졸중이다.

## 영화
- 허니문 (1947년)
- 5번가에서 생긴 일 (1947년)
- 이지 투 웨드 (1946년)
- 리브 허 투 헤븐 (1945년)
- 베니를 위한 훈장 (1945년)
- 스텝 라이브리 (1944년)
- 로라 (1944년) - 코리 역
- 사랑의 서광 (1944년)
- 딕시 (1943년)
- 더 어메이징 미시즈 홀리데이 (1943년)
- 만찬에 온 사나이 (1942년)
- 마이 시스터 에일린 (1942년)
- 오케스트라 와이브즈 (1942년)
- 카이로 (1942년)
- 토바코 로드 (1941년)
- 대단한 거짓말 (1941년) - 조슈아 역
- 한 발은 천국에 (1941년)
- 인간 에디슨 (1940년)
- 캐슬 온 더 허드슨 (1940년)
- 분노의 포도 (1940년)
- 뉴 문 (1940년)
- 스미스씨 워싱톤 가다 (1939년)
- 댓 서튼 에이지 (1938년)
- 에밀 졸라의 생애 (1937년)
- 1935년의 황금광들 (1935년)
- 한여름 밤의 꿈 (1935년)
- 365 나이츠 인 헐리우드 (1934년)
- 트웬티 밀리언 스윗하트 (1934년)
- 댄싱 레이디 (1933년)
- 8시 석찬 (1933년)
- 히어로즈 포 세일 (1933년)
- 쓰리 온 어 매치 (1932년) - 미스터 길모어 역
- 빅 시티 블루스 (1932년) - 스테이션 에이전트 역